# Grande Prêmio da Grã-Bretanha de 1956
Resultados do Grande Prêmio da Grã-Bretanha de Fórmula 1 realizado em Silverstone à 14 de julho de 1956. Sexta e antepenúltima etapa da temporada, foi vencida pelo argentino Juan Manuel Fangio.

## Classificação da prova
| Pos. | Nº | Piloto                                 | Construtor     | Voltas | Tempo/Diferença          | Grid | Pontos |
| ---- | -- | -------------------------------------- | -------------- | ------ | ------------------------ | ---- | ------ |
| 1    | 1  | Juan Manuel Fangio                     | Ferrari        | 101    | 2:59:47.0                | 2    | 8      |
| 2    | 4  | Alfonso de Portago Peter Collins       | Ferrari        | 100    | + 1 volta                | 12   | 3      |
| 3    | 8  | Jean Behra                             | Maserati       | 99     | + 2 voltas               | 13   | 4      |
| 4    | 21 | Jack Fairman                           | Connaught-Alta | 98     | + 3 voltas               | 21   | 3      |
| 5    | 31 | Horace Gould                           | Maserati       | 97     | + 4 voltas               | 14   | 2      |
| 6    | 11 | Luigi Villoresi                        | Maserati       | 96     | + 5 voltas               | 19   |        |
| 7    | 9  | Cesare Perdisa                         | Maserati       | 95     | + 6 voltas               | 15   |        |
| 8    | 10 | Paco Godia                             | Maserati       | 94     | + 7 voltas               | 25   |        |
| 9    | 15 | Robert Manzon                          | Gordini        | 94     | + 7 voltas               | 18   |        |
| 10   | 3  | Eugenio Castellotti Alfonso de Portago | Ferrari        | 92     | + 9 voltas               | 8    |        |
| 11   | 26 | Bob Gerard                             | Cooper-Bristol | 88     | + 13 voltas              | 22   |        |
| Ret  | 7  | Stirling Moss                          | Maserati       | 94     | Eixo                     | 1    | 1      |
| Ret  | 16 | Harry Schell                           | Vanwall        | 87     | Sistema de abastecimento | 5    |        |
| Ret  | 20 | Desmond Titterington                   | Connaught-Alta | 74     | Motor                    | 11   |        |
| Ret  | 17 | Maurice Trintignant                    | Vanwall        | 74     | Sistema de abastecimento | 16   |        |
| Ret  | 14 | Hermano da Silva Ramos                 | Gordini        | 71     | Eixo                     | 26   |        |
| Ret  | 2  | Peter Collins                          | Ferrari        | 64     | Pressão do óleo          | 4    |        |
| Ret  | 28 | Roy Salvadori                          | Maserati       | 59     | Sistema de abastecimento | 7    |        |
| Ret  | 24 | Tony Brooks                            | BRM            | 39     | Acidente                 | 9    |        |
| Ret  | 23 | Mike Hawthorn                          | BRM            | 24     | Transmissão              | 3    |        |
| Ret  | 27 | Louis Rosier                           | Maserati       | 23     | Pane elétrica            | 27   |        |
| Ret  | 29 | Bruce Halford                          | Maserati       | 22     | Motor                    | 20   |        |
| Ret  | 12 | Umberto Maglioli                       | Maserati       | 21     | Câmbio                   | 24   |        |
| Ret  | 19 | Archie Scott-Brown                     | Connaught-Alta | 16     | Transmissão              | 10   |        |
| Ret  | 32 | Paul Emery                             | Emeryson-Alta  | 12     | Ignição                  | 23   |        |
| Ret  | 30 | Jack Brabham                           | Maserati       | 3      | Motor                    | 28   |        |
| Ret  | 25 | Ron Flockhart                          | BRM            | 2      | Motor                    | 17   |        |
| Ret  | 18 | José Froilán González                  | Vanwall        | 0      | Transmissão              | 6    |        |

## Tabela do campeonato após a corrida
Classificação do mundial de pilotos
|   | Pos. | Piloto             | Pontos |
| - | ---- | ------------------ | ------ |
|   | 1    | Peter Collins      | 22     |
| 1 | 2    | Juan Manuel Fangio | 21     |
| 1 | 3    | Jean Behra         | 18     |
|   | 4    | Stirling Moss      | 13     |
|   | 5    | Pat Flaherty       | 8      |

- Nota: Somente as primeiras cinco posições estão listadas. Apenas os cinco melhores resultados dentre os pilotos eram computados visando o título.